# Alberto de Oliveira
Antonio Mariano Alberto de Oliveira (28 de abril de 1859, Saquarema, Río de Janeiro - 19 de enero de 1937, Niterói) fue un poeta brasileño, perteneciente al movimiento literario francés conocido como Parnasianismo. 

## Biografía

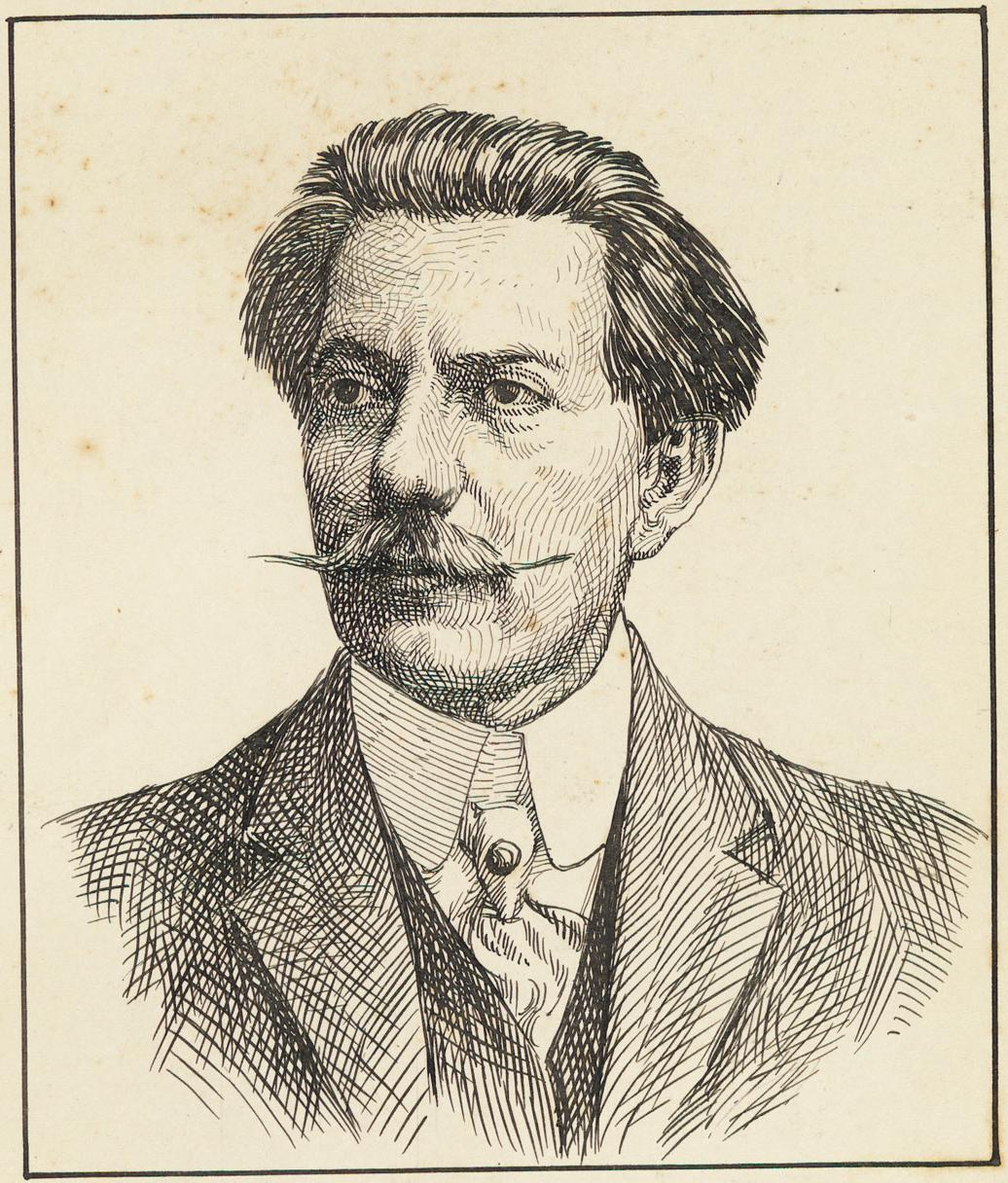
Alberto de Oliveira.

Fue además profesor de Lengua y Literatura portuguesa, farmacéutico, director general de Educación Pública de Río de Janeiro, Miembro Honorario de ambas Academias de Ciencias de Lisboa y de Letras de Quito y uno de los cuarenta fundadores de la Academia Brasileira de Letras. Se diplomó en Magisterio y Farmacia y estudió Medicina hasta el tercer año.

## Trayectoria
Aparte de en el terreno literario, de Oliveira destacó también en la política de su país al formar parte del gabinete del gobierno antitotalitario del primero presidente de provincia electo José Tomás da Porciúncula (1892-1894), con la cartera de director general de Educación de Río de Janeiro, equivalente a la actual Secretaría de Estado de Educación. Tras los levantamientos y revueltas en favor y en contra de la proclamación de la República, permaneció en el cargo durante el gobierno de Joaquim Maurício de Abreu (1894-1897).

## Obras
- Canções Românticas (1878)
- Meridionais (1884)
- Sonetos e Poemas (1885)
- Relatório do Diretor da Instrução do Estado do Rio de Janeiro (1893)
- Versos e Rimas (1895)
- Relatório do Diretor Geral da Instrução Pública (1895)
- Poesias (1900)
- Poesias, 2ª série (1905)
- Páginas de Ouro da Poesia Brasileira (1911)
- Poesias, 1ª série (1912)
- Poesias, 2ª série (1912)
- Poesias, 3ª série (1913)
- Céu, Terra e Mar (1914)
- O Culto da Forma na Poesia Brasileira (1916)
- Ramo de Árvore (1922)
- Poesias, 4ª série (1927)
- Os Cem Melhores Sonetos Brasileiros (1932)
- Poesias Escolhidas (1933)
- Póstuma (1944)